# تاكيشي كاتو
تاكيشي كاتو (باليابانية: 加藤 武) هو ممثل ياباني، ولد في 24 مايو 1929 في اليابان، وتوفي بنفس المكان في 31 يوليو 2015.

## وصلات خارجية
- تاكيشي كاتو على موقع IMDb (الإنجليزية)
- تاكيشي كاتو على موقع روتن توميتوز (الإنجليزية)
- تاكيشي كاتو على موقع ألو سيني (الفرنسية)
- تاكيشي كاتو على موقع أول موفي (الإنجليزية)
- تاكيشي كاتو على موقع قاعدة بيانات الفيلم (الإنجليزية)